# آگوست پتری
آگوست پتری (انگلیسی: August Petri؛ ۱۸۷۸ – نامشخص) شمشیرباز اهل آلمان بود.
وی در مسابقات کشوری و بین‌المللی در مجموع برندهٔ ۱ مدال طلا شده‌است.